# Kex
A Kex 1969–1971 között létezett magyar rockegyüttes.

## Története

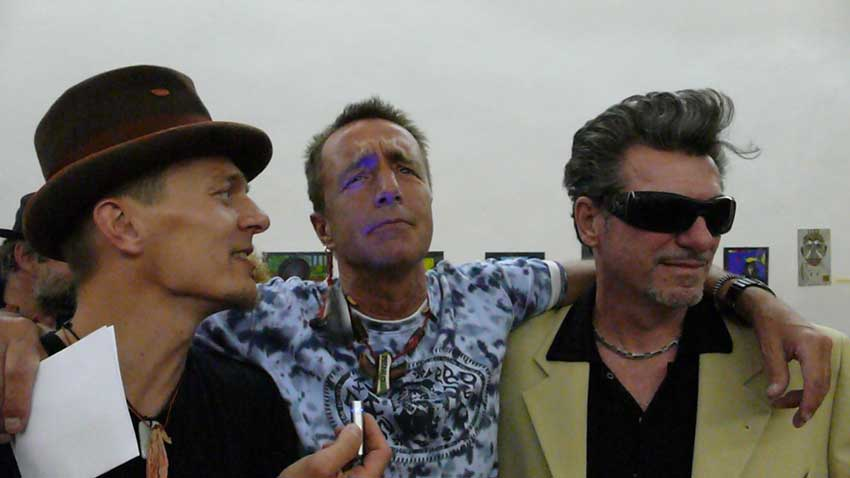
A zenekar frontembere, Baksa-Soós János 2007-ben fiával, Baksa-Soós Attilával és Méhes 'Zuzu' Lóránttal

1968 decemberében alakult. Frontembere és motorja Baksa-Soós János volt. A klasszikus felállás tagja volt még Bianki Iván, Doleviczényi Miklós, Imre Attila és Kisfaludy András. Bár többnyire az Illés előzenekarának szerződtették őket és így viszonylag sok koncertet adhattak, az átlagos közönség nem értette zenéjüket. Koncertjeikre jellemző volt az állandó improvizatív készség mind a zenében, mind a színpadi megjelenésben. A Budai Ifjúsági Parkban – saját közönségük előtt – performanszokkal vegyített, felejthetetlen koncertjeiken játszották progresszív zenéjüket, melyre az improvizatív hangszerjáték, az erős billentyűs hangszerelésű hangzásvilág volt jellemző. Feldolgoztak több József Attila-verset is. A hivatalos zenei ízlésbe nem fért bele a Kex, egyetlen kislemezt rögzítettek (két dalt: Elszállt egy hajó a szélben / Család) és négy számukat vette fel a rádió. Baksa-Soós 1971-es kiválásával (az év őszén az NSZK-ba emigrált, korabeli hivatalos szóhasználattal? disszidált) gyakorlatilag megszűnt a zenekar, bár a többi tag még másfél évig próbált együtt maradni, sikertelenül.
Egy Kex-koncert szünetében lépett először színpadra Cseh Tamás is. Több alkalommal Hobo is énekelt velük. 2014. december 5-én pénteken a  MOM Kulturális Központban a Kex Remake koncertjén felléptek a Kex együttes régi tagjai: Doleviczényi Miklós, Somló Tamás és Závodi János.

## A zenekar tagjai
- Baksa-Soós János – ének, gitár
- Bianki Iván – gitár, cselló

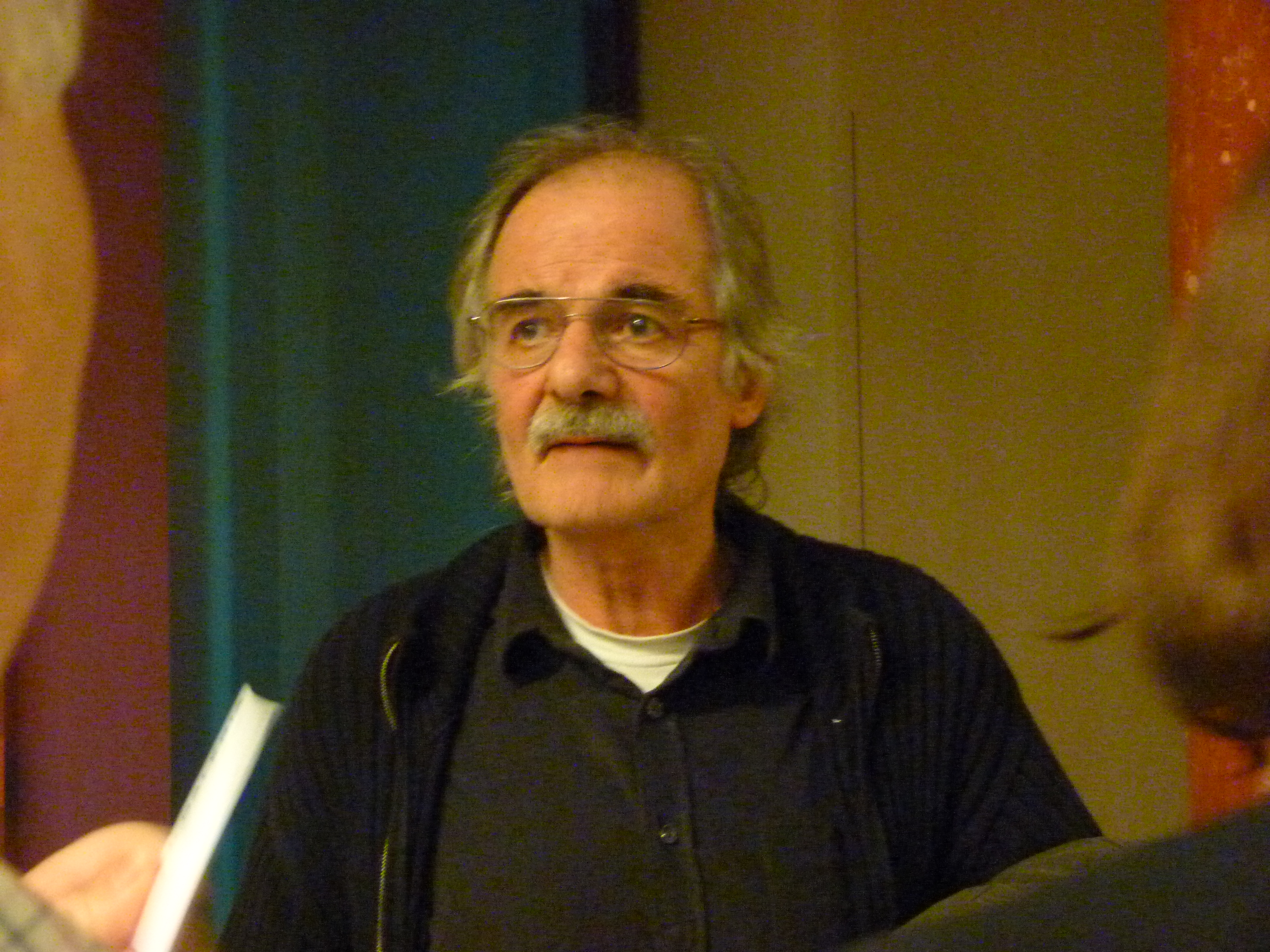
Doleviczényi Miklós – 2014

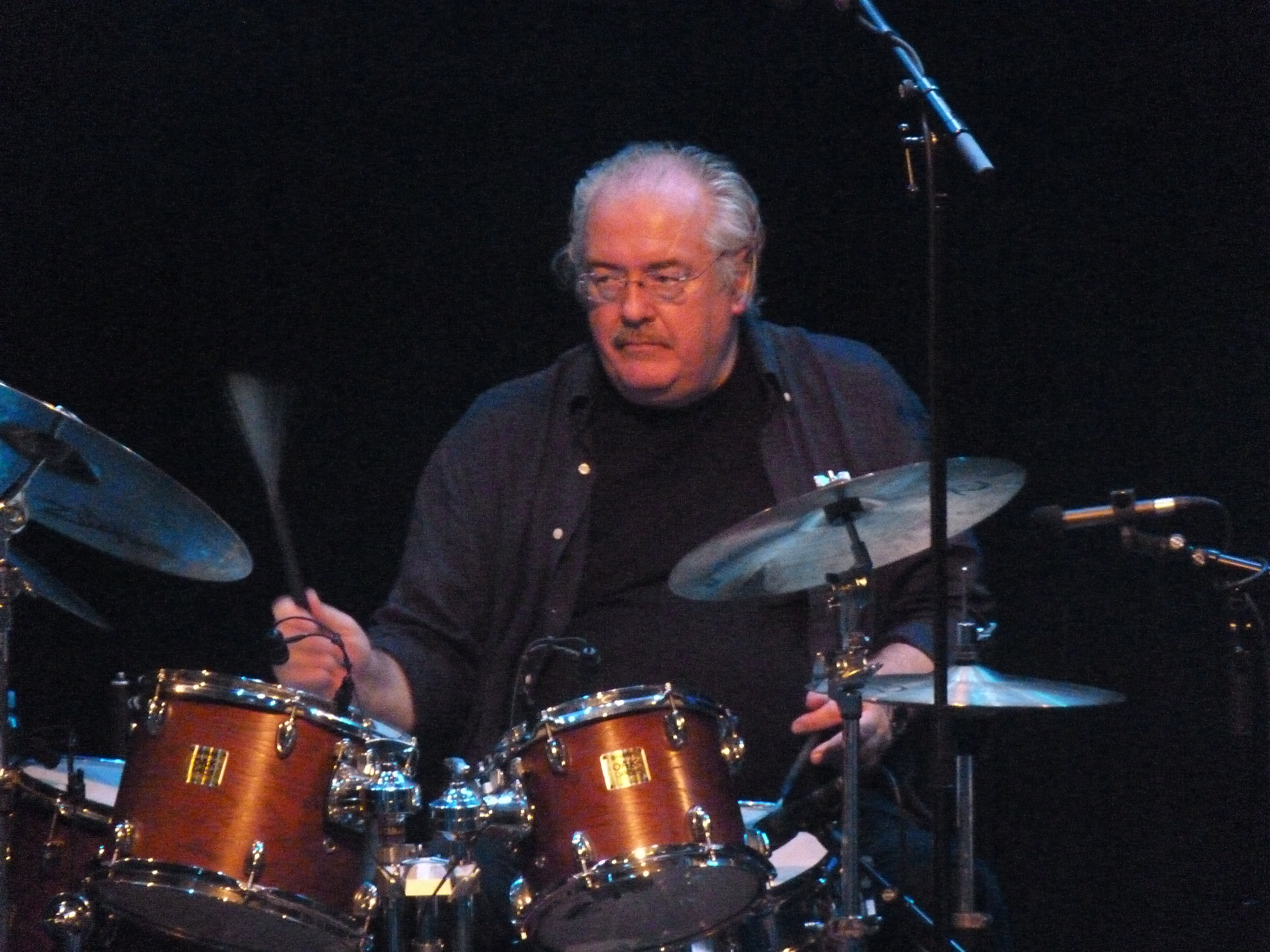
Kisfaludy András – 2014

- Doleviczényi Miklós – zongora, gitár, fuvola
- Imre Attila – basszusgitár, ének
- Kisfaludy András – dob

## Kiegészítő tagok
- Babos Gyula – gitár
- Somló Tamás – ének, szaxofon, hegedű
- Závodi János – gitár
- Földes László (Hobo) – ének

## Diszkográfia

### Kislemez
- Elszállt egy hajó a szélben / Család (MHV Pepita – SP 787 Mono, 1971)
- Elszállt egy hajó a szélben / Család (MHV Pepita – SPS 70268 Stereo, 1977)

### Nagylemez
- Kex 1969-1971 CD (Mega Records, 1999)
- Let's Cake LP (Moiras Records, 2006, 330 példány)
- Csillagok, ne ragyogjatok – Kex a stúdióban és koncerten CD (Grund Records, 2013)
- Kex Remake CD (Grund Records, 2014)

### Rádiófelvételek
- Piros madár
- Tiszta szívvel
- Országút szélén
- Csillagok, ne ragyogjatok